# Първо съборно послание на свети апостол Петра
Първото послание на апостол Петър е част от Новия завет на християнската Библия. Това е първото писмо на апостол Симон Петър, в което той напомня на християните да вярват в Исус Христос. Пише писмото „чрез Сила“ или Силван (1. Петър 55,12) и нарича Марко „свой син“ (1. Петър, 5V, 13).
Според Верс 1 EU писмото е отправено към християните, които живеят като чужди в цяла Мала Азия – в Понт, Галация, Кападокия, Азия и Витиния. Само южните римски провинции Ликия, Киликия и Памфилия в Мала Азия не са споменати.
Писмото е написано на литературен Койне-гръцки във Вавилон през 58 / 63/64 г., според други учени между 80 и 120 г. Апостолът Сила (Силван) е секретар на Свети Петър. Евангелистът Марко е преводач на Свети Петър на гръцки.